# Samuel M'Foudi

a Compétitions nationales et continentales officielles uniquement.

b Matchs officiels uniquement.
Dernière mise à jour le 27 juillet 2025.
Samuel M'Foudi, né le 8 mai 2002 à Clichy (Hauts-de-Seine), est un joueur français de rugby à XV. Il évolue aux postes de deuxième ligne ou troisième ligne aile.

## Biographie

### Jeunesse et formation
Samuel M'Foudi naît le 8 mai 2002 à Clichy dans les Hauts-de-Seine en France,. Durant sa jeunesse, il pratique le football, l'athlétisme ainsi que la boxe. Par la suite, il commence la pratique du rugby à XV au sein de l'AS Bompas XV puis du Lille MRCV.
En 2014, il prend sa première licence au sein du FC Tournon-Tain avant de rejoindre l'entente ESC-BAC-ASP, regroupant Espira-de-l'Agly, Baixas et Peyrestortes, en 2018. Un an plus tard, il signe pour l'USA Perpignan.
Début juin 2021, jouant avec les espoirs perpignanais, il s'incline 29 à 22 en finale du Championnat de France de la catégorie contre ses homologues du Stade toulousain,, dans un match où il est remplaçant.
En fin d'année 2021, il est retenu dans une liste de soixante joueurs pour un stage préparatoire avec l'équipe de France des moins de 20 ans, alors qu'il n'a jamais été sélectionné en équipe de France de jeunes, afin de préparer le Tournoi des Six Nations 2022. Début janvier 2022, il est de nouveau convoqué dans un groupe élargi, toujours dans l'optique de préparer le Tournoi des Six Nations. À la fin du mois, il fait finalement partie du groupe définitif pour la compétition,. Titulaire en deuxième ligne pendant l'intégralité du Tournoi, il réalise de bonnes performances et est nommé dans l'équipe-type de la compétition,,.

### Débuts professionnels à l'USA Perpignan et transfert à l'ASM Clermont Auvergne (2022-2023)
Au mois d'avril 2022, en récompense de son bon Tournoi des Six Nations, il fait ses débuts professionnels avec l'USA Perpignan en Challenge européen contre le Benetton Trévise. Hormis ce match, il évolue principalement avec les espoirs perpignanais et réalise avec eux une très bonne saison avec dix-huit victoires en autant de matchs. Cependant, ils s'inclinent en demi-finale 26 à 25 contre le futur champion du Stade aurillacois dans un match où il est titulaire,,.
En fin de saison, étant courtisé par plusieurs clubs à la suite de ses bonnes prestations dans le Tournoi des Six Nations, il est annoncé qu'il rejoint finalement l'ASM Clermont Auvergne et son centre de formation sous la forme d'un contrat espoirs de trois saisons à partir de la saison 2022-2023,. Courant juin 2022, il est de nouveau sélectionné avec l'équipe de France des moins de 20 ans dans le cadre des Six Nations Summer Series, compétition remplaçant le Championnat du monde junior non organisé à cause de la pandémie de Covid-19. Durant la compétition, il est titulaire lors des quatre rencontres.
Pendant la saison 2022-2023, il évolue seulement avec les espoirs clermontois, tout en s'entraînant régulièrement avec les professionnels, mais il n'est pas utilisé par les entraîneurs du groupe professionnel Jono Gibbes puis Christophe Urios lors des matchs de l'équipe première,.

### Retour à l'USA Perpignan sous forme de prêt puis débuts avec le groupe professionnel de l'ASM Clermont (2023-2025)
La saison suivante est du même acabit pour Samuel M'Foudi. En octobre 2023, il est retenu avec l'équipe de rugby à sept de l'ASM Clermont pour participer à l'étape finale du Supersevens 2023 où il prend part à la troisième place acquise par son équipe. En décembre, il est prêté jusqu'à la fin de saison à son ancien club de l'USA Perpignan où il rejoint le groupe espoirs, où évolue son frère cadet Alan, mais s'entraîne avec le groupe professionnel en parallèle. En janvier suivant, il est sollicité avec les professionnels à l'occasion d'une rencontre de Challenge Cup contre les Newcastle Falcons où il est titularisé en troisième ligne aile,. Toutefois, durant la rencontre, il subit un KO à la suite d'un plaquage et est forcé de sortir du terrain sur une civière. Il ne joue pas d'autre match avec les professionnels jusqu'à la fin de la saison.
Au mois de juin 2024, suivant une licence de psychologie à l'université Clermont-Auvergne, il est sélectionné pour le Championnat du monde universitaire de rugby à sept à l'issue duquel il est sacré champion du monde avec son coéquipier des espoirs de l'ASM Lucas Oudard.
De retour à l'ASM Clermont à l'issue de la saison 2023-2024, le club clermontois cherche une nouvelle fois à le prêter à l'USA Perpignan mais il reste finalement en Auvergne. En août 2024, il participe aux trois étapes du Supersevens,,. Courant octobre, il fait finalement ses débuts avec l'équipe professionnelle de l'ASM Clermont lors d'un déplacement sur le terrain du Stade toulousain en Top 14. N'ayant pas été utilisé à nouveau durant la saison et étant en fin de contrat, il n'est pas conservé par le club et effectue son départ.

## Statistiques

### En club
| Saison              | Club                | Championnat | Championnat | Championnat | Championnat | Compétitions de l'EPCR | Compétitions de l'EPCR | Compétitions de l'EPCR | Compétitions de l'EPCR |
| Saison              | Club                | Compétition | M           | Pts         | Ess.        | Compétition            | M                      | Pts                    | Ess.                   |
| ------------------- | ------------------- | ----------- | ----------- | ----------- | ----------- | ---------------------- | ---------------------- | ---------------------- | ---------------------- |
| 2021-2022           | USA Perpignan       | Top 14      | -           | -           | -           | Challenge européen     | 1                      | -                      | -                      |
| 2023-2024           | USA Perpignan       | Top 14      | -           | -           | -           | Challenge Cup          | 1                      | -                      | -                      |
| Total USA Perpignan | Total USA Perpignan | Top 14      | 0           | 0           | 0           | Compétitions EPCR      | 2                      | 0                      | 0                      |
| 2024-2025           | ASM Clermont        | Top 14      | 1           | -           | -           | Champions Cup          | -                      | -                      | -                      |
| Total ASM Clermont  | Total ASM Clermont  | Top 14      | 1           | 0           | 0           | Compétitions EPCR      | 2                      | 0                      | 0                      |

### En équipe nationale
Samuel M'Foudi dispute neuf matchs avec l'équipe de France des moins de 20 ans en une saison, prenant part à une édition du Tournoi des Six Nations en 2022 et à une édition des Six Nations Summer Series en 2022. Il n'inscrit aucun point.

## Palmarès

### Rugby à XV

#### En club
- Finaliste du Championnat de France espoirs en 2021 avec l'USA Perpignan.

#### Distinctions personnelles
- Membre de l'équipe-type du Tournoi des Six Nations des moins de 20 ans en 2022.

### Rugby à sept
- Vainqueur du Championnat du monde universitaire en 2024 avec l'équipe de France.